# ゴッズ・カントリー
「ゴッズ・カントリー」(God's Country)は、アメリカ合衆国のカントリー歌手ブレイク・シェルトンの楽曲。2019年3月29日にコンピレーション・アルバム『フリー・ローデッド: ゴッズ・カントリー』からファースト・シングルとして発売。デヴィン・ドーソン、ジョーダン・シュミット、歌手のハーディーによって制作された。

## 解説
本曲はサザン・ロックとして位置づけられる。ドーソンと仲間達は本曲を木曜日に書き上げたが、曲を聴いたシェルトンは翌週の月曜日にはレコーディングを開始した。シェルトンは本曲をオクラホマにある自身の牧場で働いてる時に初めて聴き、感動した。「作業を止めて、曲に聴き入った。なぜならこの曲は俺がその時いる場所について歌っていたからだ。その場所というのは何もない場所だが、自分にとって意味を持ち、それというのは人からしたら理解が出来ないかもしれないが、俺の中に備わっていて、俺と繋がりのある土地についてだ」と振り返り、「この曲をレコーディングしなければならないと思ったし、レコーディングする前からこの曲を次に発売する曲にしようと決めていた」と語った。また、「この曲の歌詞はとても力強く深い意味を持っているが、その解釈はリスナーに任せる」とも語っている。
シェルトンは本曲を第54回アカデミー・オブ・カントリー・ミュージック賞で披露した。

## 商業的成功
「ゴッズ・カントリー」は32000万枚を売り上げ、最初の週で最も売り上げたカントリー・ソングとなった。翌週にはアカデミー・オブ・カントリー・ミュージック賞での披露の効果もあって、更に31000万枚の売り上げを記録。カントリー・シングルチャートでは2019年5月25日に首位を獲得するヒットとなり、シェルトンの同チャートでの首位獲得は2013年の「シュア・ビー・クール・イフ・アイ・ディッド」以来でもあった 。その売り上げによって2019年6月27日にはRIAAによってゴールド、7月31日にはプラチナ認定を受けた。アメリカ合衆国では2020年3月時点で54万枚を売り上げた。
YouTubeでは2024年現在、公式ミュージック・ビデオの再生回数が2億回を突破。2019年の発売にもかかわらずビルボードの年代末チャートではホット・カントリー・チャートの部門で26位を記録した。

## 受賞
「ゴッズ・カントリー」は第53回カントリーミュージック協会賞で最優秀年間シングル賞を受賞   。更にシェルトンは自身9度目となるグラミー賞へのノミネートも果たし、第62回グラミー賞で最優秀カントリー・ソロ・パフォーマンス賞にノミネートされた。それだけに留まらず、2020年のアカデミー・オブ・カントリー・ミュージック賞でも最優秀年間シングル賞を受賞した。

## チャート
| チャート (2019)                                            | 最高 順位 |
| ---------------------------------------------------------- | --------- |
| オーストラリア「カントリー・チャート」 (The Music Network) | 32        |
| カナダ (Canadian Hot 100)                                  | 25        |
| カナダ カントリー (Billboard)                              | 1         |
| US Billboard Hot 100                                       | 17        |
| US Country Airplay (Billboard)                             | 1         |
| US Hot Country Songs (Billboard)                           | 1         |
| US Rolling Stone Top 100                                   | 17        |

| チャート (2019)                                           | 最高順位 |
| --------------------------------------------------------- | -------- |
| カナダ (Canadian Hot 100)                                 | 70       |
| アメリカ合衆国 「Billboard Hot 100」                      | 53       |
| アメリカ合衆国「カントリー・エアプレイ」 (Billboard)      | 19       |
| アメリカ合衆国「ホット・カントリー・ソングス」(Billboard) | 3        |
| あメリカ合衆国「ローリング・ストーン トップ100」          | 53       |

| チャート (2010–2019)                                       | 順位 |
| ---------------------------------------------------------- | ---- |
| アメリカ合衆国「ホット・カントリー・ソングス」 (Billboard) | 26   |

## 認定
| 国/地域                          | 認定        | 認定/売上数 |
| -------------------------------- | ----------- | ----------- |
| カナダ (Music Canada)            | プラチナ    | 0           |
| アメリカ合衆国 (RIAA)            | 4× プラチナ | 0           |
| 認定のみに基づく売上数と再生回数 |             |             |